# چی‌آکی تاکاهاشی (صداپیشه)
چیاکی تاکاهاشی (زاده ۸ مهٔ ۱۹۷۷) صداپیشه، خواننده و مدل ژاپنی است. وی از سال ۱۹۹۷ میلادی تاکنون مشغول فعالیت بوده‌است.
از فیلم‌هایی که وی در آن نقش داشته‌است، می‌توان به یاترمن اشاره کرد.